# Adelotypa penthea
Adelotypa penthea is een vlindersoort uit de familie van de prachtvlinders (Riodinidae), onderfamilie Riodininae.
Adelotypa penthea werd in 1777 beschreven door Cramer.